# Protomelas pleurotaenia
Protomelas pleurotaenia е вид лъчеперка от семейство Цихлиди (Cichlidae).

## Разпространение
Видът е разпространен в Малави, Мозамбик и Танзания.